# Sinfonía n.º 46 (Haydn)

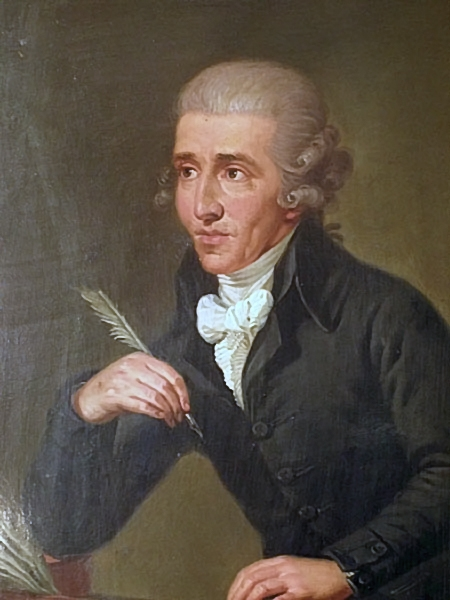
Haydn hacia 1770.

La Sinfonía n.º 46 en si mayor, Hob. I:46 fue compuesta por Joseph Haydn en 1772, durante el periodo Sturm und Drang del compositor.

## Historia
La producción sinfónica del maestro austríaco puede dividirse a grandes rasgos en tres bloques temporales: el primer bloque (1757-1761) se corresponde con su periodo al servicio del conde Carl von Morzin (n.º 1 - n.º 5); el segundo bloque en la corte Esterházy (1761-1790 pero con la última sinfonía para el público de Esterházy en 1781); y el tercer bloque (1782-1795) comprende las Sinfonías de París (n.º 82 - n.º 87) y las Sinfonías de Londres (n.º 93 - n.º 104). El 1 de mayo de 1761 el compositor firmó su contrato como vice-kapellmeister (más tarde kapellmeister) de la familia Esterházy, que nominalmente duró 48 años, hasta su muerte.
La composición de esta pieza se desarrolló en 1772. Se conserva el manuscrito autógrafo fechado en ese año.

## Instrumentación
La partitura está escrita para una orquesta formada por:
- Viento madera: 2 oboes y 1 fagot.
- Viento metal: 2 trompas.
- Cuerda: una sección de cuerdas con 2 violines, viola, violonchelo y contrabajo.
- Teclado: clavecín como bajo continuo.

En aquella época se solía emplear un fagot para amplificar la voz del bajo, incluso sin una notación separada. En cuanto a la participación del clavecín como bajo continuo en las sinfonías de Haydn existen diversas opiniones entre los estudiosos: James Webster se sitúa en contra; Hartmut Haenchen a favor; Jamie James en su artículo para The New York Times presenta diferentes posiciones por parte de Roy Goodman, Christopher Hogwood, H. C. Robbins Landon y James Webster. A partir de 2019 la mayor parte de las orquestas con instrumentos modernos no utiliza el clavecín como continuo. No obstante, existen grabaciones con clavecín en el bajo continuo realizadas por: Trevor Pinnock (Sturm und Drang Symphonies, Archiv, 1989-1990); Nikolaus Harnoncourt (n.º 6–8, Das Alte Werk, 1990); Sigiswald Kuijken (incluidas las Sinfonías de París y Londres; Virgin, 1988-1995); Roy Goodman (Ej. n.º 1-25, 70-78, 82-87; Hyperion, 2002).

## Estructura y análisis
La sinfonía consta de cuatro movimientos:
- I. Vivace, en si mayor 4
4
- II. Poco adagio, en si menor 6
8
- III. Menuet. Allegretto, en si mayor – Trio, en si menor 3
4
- IV. Finale. Presto e scherzando, en si mayor 2
2

La interpretación de esta obra dura aproximadamente entre 25 y 30 minutos. La tonalidad de si mayor, que es bastante inusual, pone el tono de la obra, como de una búsqueda incansable y difícil. Los tonos agudos de las trompas le dan un toque espeluznante. Esta tonalidad no era muy utilizada en el Clasicismo debido a problemas técnicos y de entonación, y porque era una de las tonalidades menos resonantes. Haydn la utilizó aquí para una de sus sinfonías más intelectuales. En una famosa carta a su padre, Mozart escribió sobre una sinfonía en la que escribiría pasajes cuya naturaleza erudita deleitaría por sí misma al conocedor más sensible, mientras que el efecto que éstos causarían también sería agradable para el espectador medio, que se deleitaría igualmente sin saber por qué. Aquí, Haydn es un poco menos solícito con el espectador medio. La obra sigue siendo agradable para todos, pero lo es más para los que están al tanto de los detalles técnicos.

### I.Vivace
El primer movimiento, Vivace, está escrito en la tonalidad de si mayor, en compás de 4/4 y sigue la forma sonata. El movimiento de apertura es más bien escueto. Se abre con un motivo de cuatro notas al unísono, que recuerda a la Sinfonía n.º 44 Fúnebre, pero casi invertido. El oyente experimentado reconoce el tema principal de cuatro notas como uno hecho para el desarrollo contrapuntístico. Se desarrolla en varias tonalidades, con frecuentes modulaciones al modo menor y otras tonalidades remotas. Haydn proporciona primero un contratema a las tres primeras notas. En el desarrollo, utiliza un tema del motivo de cuatro notas en contrapunto consigo mismo como canon. A continuación, el compositor engaña a los entendidos aparentando llegar a la recapitulación, pero resulta ser sólo otra sección del desarrollo. Finalmente, cuando se alcanza la verdadera recapitulación, introduce un verdadero tema contrapuntístico. El ambiente es apropiadamente escolar: Un poco seco y llano, lo que probablemente forma parte de la broma.

### II.Poco adagio
El segundo movimiento, Poco adagio, está en si menor y en compás de 6/8. El movimiento lento proporciona una relajación, mediante una grácil melodía de estilo italiano al ritmo de una danza suave, la siciliana. Está en la tonalidad más fácil de si menor. Es una pastoral rapsódica, que se balancea sobre una figura rápida en el contrabajo y una figura sincopada en los violines con sordina que mantienen la tensión.

### III.Menuet. Allegretto – Trio
El tercer movimiento, Menuet. Allegretto – Trio, está en si mayor que en el trío pasa a si menor y el compás es 3/4. El minueto es lento, elegante y más asertivo en tono, con un motivo suspirante. Su confianza es minada por un trío lastimero, casi solemne. Contiene una extraña melodía que recuerda a la música folclórica balcánica.

### IV.Finale. Presto e scherzando
El cuarto y último movimiento, Finale. Presto e scherzando, retoma la tonalidad inicial y el compás es alla breve. Muchas de las sinfonías de Haydn tienen sorpresas más asombrosas que la que hizo su célebre Sinfonía n.º 94 "Sorpresa". La sorpresa aquí aparece en el último movimiento. El inicio es un tema enérgico en los violines que rápidamente es tomado y desarrollado, con las trompas destacando en el registro agudo. La música crece para romper de repente, interrumpida por el pasaje conclusivo del minueto, seguido por la repetición de la segunda mitad del minueto. Las trompas a continuación toman el tema final, pero desaparecen poco a poco y la música tartamudea casi para pararse. Luego, sobre un pedal de trompas, las cuerdas toman el movimiento y la sinfonía a un fin rápido y abrupto. El Finale es muy ingenioso, altera de manera constante las expectativas de los entendidos con repentinas inserciones de silencios y un rasgo especialmente inusual, la reaparición de la sección principal del minueto precedente, que se cita en su totalidad (aunque sin repeticiones) antes de que regrese el tema principal del rápido movimiento de conclusión. Éste, a su vez, desemboca en un largo silencio, las trompas tocan una cómica nota grave y el tema principal vuelve una vez más para concluir la sinfonía.